# Vallentuna község
Vallentuna község (svédül: Vallentuna kommun) Svédország 290 községének egyike. Stockholm megyében található, székhelye Vallentuna.

## Települések
A község települései:
| Település   | Népesség | Megjegyzés         |
| ----------- | -------- | ------------------ |
| Brottby     | 205      |                    |
| Johannesudd | 249      |                    |
| Karby       | 579      |                    |
| Kårsta      | 457      |                    |
| Lindholmen  | 860      |                    |
| Vallentuna  | 21 498   | a község székhelye |